# Монте Траве (Фрозиноне)
Монте Траве је насеље у Италији у округу Фрозиноне, региону Лацио.
Према процени из 2011. у насељу је живело 77 становника. Насеље се налази на надморској висини од 217 м.